# Tony McQuay
Tony McQuay (West Palm Beach, 16 de abril de 1990) é um atleta norte-americano, especialista nos 400 metros.
Ficou em segundo lugar nos 400 m nas qualificatórias americanas para os Jogos Olímpicos de Londres 2012, obtendo a vaga olímpica para os 400 e 4x400m. Nos Jogos conquistou a medalha de prata integrando o revezamento americano 4x400 m.
Sua melhor marca na prova é de 44s40, conseguidos em Moscou 2013, quando ficou com a medalha de prata e o vice-campeonato mundial.